# Joël Matip
Job Joël André Matip (n. 8 august 1991, Bochum, Germania) este un fotbalist german și camerunez retras din activitate, care a jucat pe post de fundaș lateral sau fundaș central la echipe ca Liverpool și Schalke 04. Pe plan internațional, are prezențe la națională pentru Camerun.
Matip și-a început cariera profesionistă la Schalke 04 în 2009 și a făcut parte din echipa care a câștigat DFB-Pokal și DFL-Supercup în 2011. A adunat în total 258 de prezențe pentru Schalke, marcând 23 de goluri. În 2016, la finalul contractului cu echipa germană, a ajuns gratis la Liverpool cu care a câștigat UEFA Champions League în 2019, fiind titular în finală. A mai câștigat UEFA Super Cup în 2019 și Premier League în 2020, primul titlu de campioană pentru Liverpool după 30 de ani.
Deși este născut și crescut în Germania, Matip a reprezentat naționala Camerunului pentru care a jucat la Cupa Africii pe Națiuni în 2010 și edițiile FIFA World Cup din 2010 și 2014, înainte să-și anunțe retragerea de la echipa națională în 2015.